# Trois Winchester pour Ringo
Pour plus de détails, voir Fiche technique et Distribution.
Trois Winchester pour Ringo (titre original : Tre colpi di Winchester per Ringo) est un film italien d'Emimmo Salvi sorti en 1966.

## Synopsis
Au Mexique, Ringo et Frank font du trafic d'armes. Mais à la suite d'une bagarre, ils décident de se séparer. Quelques années plus tard, Ringo a renoncé à sa vie aventureuse, s'est marié puis est devenu le shérif de Stone City. Lorsque la ville voisine est ravagée par une bande de voyous, Ringo s'y rend pour y mettre de l'ordre mais est gravement blessé à la tête lors d'une attaque, ce qui le rend partiellement aveugle. Il est ramené chez lui par le chef de la bande qui n'est autre que Frank. Ce dernier est nommé nouveau shérif par Daniels, un banquier véreux, ancien rival dans le trafic. Daniels tue la mère de Ringo et kidnappe la femme et le fils de celui-ci. Recouvrant la vue, Ringo fait semblant d'être aveugle pour assouvir sa vengeance...

## Fiche technique
- Titre français : Trois Winchester pour Ringo
- Titre original : Tre colpi di Winchester per Ringo
- Réalisation : Emimmo Salvi
- Scénario : Ambrogio Molteni, Emimmo Salvi d'après une histoire de James Wilde
- Directeur de la photographie : Mario Parapetti
- Montage : Cesare Bianchini
- Musique : Armando Sciascia
- Costumes : Marinella Giorgi
- Décors : Aldo Marini
- Production : Franco Mannocchi
- Genre : Western spaghetti
- Pays :  Italie
- Durée : 100 minutes (1 h 40)
- Date de sortie :
  - Italie : 16 mars 1966
  - France : 9 mai 1973 (Paris)[1]

## Distribution
- Gordon Mitchell (VF : Jacques Berthier) : Frank Sanders
- Mickey Hargitay (VF : Michel Barbey) : Ringo Carson
- Milla Sannoner (it) : Jane Walcom
- John Heston (VF : René Bériard) : Daniels
- Mike Moore (VF : Jean Violette) : Walcom
- Spean Convery (VF : René Bériard) : Tom
- Margherita Horowitz : Mrs. Carson
- Willy Miniver : Willy
- Dante Maggio : le partenaire de Walcom
- Nino Fuscagni : le patron du Saloon